# Arytaina africana
Arytaina africana är en insektsart som beskrevs av Heslop-harrison 1951. Arytaina africana ingår i släktet Arytaina och familjen rundbladloppor. Inga underarter finns listade i Catalogue of Life.